# Muara Ore (Borneo Południowe)
Muara Ore – wieś (desa) w kecamatanie Hampang, w kabupatenie Kotabaru w prowincji Borneo Południowe w Indonezji.
Miejscowość ta leży w zachodniej części kecamatanu.